# Ocyceros
Ocyceros is een geslacht van vogels uit de familie neushoornvogels (Bucerotidae).

## Soorten
Het geslacht kent de volgende soorten:
- Ocyceros birostris – Wigstaarttok
- Ocyceros gingalensis – Ceylontok
- Ocyceros griseus – Malabartok